# Turňa nad Bodvou
Turňa nad Bodvou (allemand : Torna an der Bodwa, hongrois : Torna), est un village de Slovaquie situé dans la région de Košice.

## Histoire
La première mention écrite du village date de 1198 dans une charte du pape Innocent III. Un autre document le mentionne en 1221. La capitale du comitat historique de Torna était le château de Turňa (en slovaque: Turniansky hrad), et plus tard la ville de Turňa nad Bodvou, avec une population d'environ 30 000 personnes en 1851. La ville de Turňa nad Bodvou est devenue un village après la Première Guerre mondiale et le traité de Trianon qui acte le démantèlement de l'ancien royaume hongrois et la création de la Tchécoslovaquie. La localité est annexée par la Hongrie à la suite du premier arbitrage de Vienne le 2 novembre 1938. En 1938, on comptait 1 615 habitants dont 253 d'origine juive. Elle faisait partie du district de Turňa nad Bodvou (hongrois : Tornai járás). Le nom de la localité avant la Seconde Guerre mondiale était Turna nad Bodvou/Torna. Durant la période 1938 - 1945, le nom hongrois Torna était d'usage. À la libération, la commune a été réintégrée dans la Tchécoslovaquie reconstituée.
La majorité de la population est presque également répartie entre Slovaques (43,92%) et Hongrois (43,57%), les Roms (8,06%) étant la plus grande minorité (2001). 

## Démographie

### Évolution de la population
| Année:               | 1994. | 2004.    | 2014.   | 2024.   |
| -------------------- | ----- | -------- | ------- | ------- |
| Nombre de personnes: | 2888  | 3279     | 3526    | 3686    |
| Différence:          |       | +13,53 % | +7,53 % | +4,53 % |

| Année:               | 2023. | 2024.   |
| -------------------- | ----- | ------- |
| Nombre de personnes: | 3675  | 3686    |
| Différence:          |       | +0,29 % |

## Économie
Cimenterie